# Henrique Monteagudo
Xosé Henrique Monteagudo Romero (Muros, 26 de Novembro de 1959), é um sociolinguista e escritor galego, professor na Universidade de Santiago de Compostela desde 1982 e membro permanente da Real Academia Galega.

## Trajectória
Henrique Monteagudo licenciou-se em filologia hispânica (galego-português) pela Universidade de Santiago de Compostela (1981) e foi professor na mesma e investigador do ILG desde 1982. Em 1995 doutorou-se pela Universidade de Santiago de Compostela e desde esse momento foi professor titular de Filologia Galega em Santiago. Também foi professor nas universidades de Birmingham (como 'Assistant Lectores'), na City University of New York (1996) e na Universidade de Lisboa (1998). Actualmente é co-ordenador da Secção de Língua Galega do Conselho da Cultura Galega e director do Arquivo de Planificação e Normalização Lingüística. Monteagudo é co-coordenador do Informe sobre Política Lingüística e Normalização na Galiza da Secção de Língua Galega do CCG desde 1998 e forma parte do Conselho de Redacção da revista Grial desde 1989, e co-director da mesma desde 1993.
O 30 de abril de 2010 foi elegido acadêmico permanente da Real Academia Galega, para ocupar assim a vacância de Antonio Gil Merino.
É membro do partido político Compromiso por Galicia.

## Publicações destacadas
Tem publicado trabalhos sobre literatura galega medieval, historia externa da língua, planificação linguística e gramática e lexicografia galegas e, entre as suas publicações destacam:

### Ensaio
- 1995: Ideas e debates sobre a lingua: Alfonso D. Rodríguez Castelao e a tradición galeguista (Galaxia).
- 1998: O son das ondas: Mendiño, Martín Codax, Johán de Cangas, xograres da beiramar (Galaxia).
- 1999: Castelao (Xunta de Galicia).
- 1999: Historia Social da Lingua Galega (Editorial Galaxia).
- 2000: Castelao: Defensa e ilustración do idioma galego (Galaxia).
- 2008: Letras primeiras. O foral de Caldelas, a emerxencia da escrita en galego e os primordios da lírica trobadoresca (Fundación Barrié).
- 2009: As razóns do galego (Galaxia).

### Edições
- 1984: Cancionero de Payo Gómez Chariño, de Armando Cotarelo Valledor (Xunta de Galicia).
- 1991: A romaría de Xelmírez, de Ramón Otero Pedrayo (Galaxia).
- 1994: Antoloxía da prosa literaria galega medieval (Tórculo).
- 1996: De viva voz Castelao: conferencias e discursos (Fundación Castelao).
- 2001: Os dous de sempre, de Castelao (Galaxia).
- 2002: Catálogo de algunos libros curiosos y selectos, para la librería de algún particular, de Martín Sarmiento, Toxosoutos.
- 2003: Cantigas de Santa Maria, de Afonso X o Sabio (Consello da Cultura Galega).
- 2008: De historia natural y de todo género de erudición: obra de 660 pliegos, de Martín Sarmiento (Consello da Cultura Galega).
- 2009: O espertar da conciencia galega. Galeguismo, cultura e identidade: ensaios e artigos dispersos (1950-1990), de Ramón Piñeiro (Galaxia).
- 2013: “En cadea sen prijon”. Cancioneiro de Afonso Paez (Xunta de Galicia).

### Obras colectivas
- 1984: Lingua galega: 1 BUP (Xerais).
- 1986: Aspectos sociolingüísticos do bilingüismo en Galicia (Xunta de Galicia).
- 1986: Gramática galega (Galaxia). Con Rosario Álvarez e Xosé Luís Regueira.
- 1986: A poesía lírica galego-portuguesa, de Giuseppe Tavani (Galaxia). Co-tradutor com Rosario Álvarez.
- 1988: Diccionario galego-castelán (Galaxia).
- 1991: Contos da xustiza (Ir Indo).
- 1991: Escritores galegos contemporáneos. Participantes no encontro de escritores galegos e portugueses en Compostela, (setembro 1991) (Xunta de Galicia). Co-ordenação com Pilar Vázquez Cuesta e Fernando Dacosta.
- 1992: A vida e o tempo de Diego Xelmírez, de R. A. Fletcher (Galaxia). Tradução com María Xesús Lama López.
- 1993: Follas novas, de Rosalía de Castro (Galaxia). Editor, com Dolores Vilavedra.
- 1993: Nivel soleira: versión provisional (Xunta de Galicia).
- 1995: Dicionario da literatura galega. I. Autores, Galaxia.
- 1995: Estudios de sociolingüística galega (Galaxia).
- 1996: Día das Letras Galegas 1996: Xesús Ferro Couselo (Universidade de Santiago de Compostela).
- 1996: Xesús Ferro Couselo. 1906-1975: unha fotobiografía (Xerais). Com Marcos Valcárcel, Xesús Alonso Montero e Ramón Villares.
- 1997: Dicionario da literatura galega. II. Publicacións periódicas (Galaxia).
- 1998: Galego, 2 BUP (Xerais).
- 1998: A lagarada. O desengano do prioiro, de Ramón Otero Pedrayo (Galaxia).
- 1998: Tres poetas medievais da Ría de Vigo: Martín Codax, Mendiño e Johán de Cangas (Galaxia).
- 1999: Lingua COU (Xerais).
- 2000: Novas voces da poesía galega: recital (Conselho da Cultura Galega).
- 2000: Para ler a Castelao. I. II (Galaxia).
- 2001: Galicia: unha luz no Atlántico (Xerais).
- 2002: Elaboración e difusión da lingua (Conselho da Cultura Galega). Co-ordenador, com Xan Bouzada.
- 2002: A normalización lingüística a debate (Xerais).
- 2002: O proceso de normalización do idioma galego 1980-2000. Volume I, II, III (Conselho da Cultura Galega). Co-ordenador com Xan Bouzada.
- 2002: Sobre a lingua galega: antoloxía, de Martín Sarmiento (Galaxia).
- 2003: Homenaxe a don Paco del Riego, fillo adoptivo de Nigrán, Edicións do Cumio.
- 2004: Actas do I Congreso Internacional "Curros Enríquez e o seu tempo" (Celanova, 2001) (Conselho da Cultura Galega).
- 2005: Norma lingüística e variación: unha perspectiva desde o idioma galego (ILG/Conselho da Cultura Galega).
- 2005: A sociedade galega e o idioma. A evolución sociolingüística de Galicia (1992-2003) (Conselho da Cultura Galega).
- 2008: A edición da Poesía Trobadoresca en Galiza (Baía Edicións).
- 2009: De verbo a verbo: documentos en galego anteriores a 1260 (Universidade de Santiago de Compostela). Com Ana Isabel Boullón Agrelo.
- 2009: Sociedades plurilingües: da identidade á diversidade (Conselho da Cultura Galega).
- 2010: Fermín Penzol. Unha obra para un país (Galaxia).

Além do mais, tem editado textos de Rosalía de Castro, Castelao e Ramón Otero Pedrayo e os seus trabalhos publicam-se em revistas especializadas como Grial, Verba, Coloquio/Letras (de Lisboa), Signo y Seña (de Buenos Aires), Portuguese Studies (de Cambridge), entre outras.

## Prêmios e reconhecimentos
- 1º Premio de "Ensayo sobre las lenguas y literaturas gallega, vasca y catalana", da Universidade Nacional de Educação a Distância (Madrid), 1998.
- Prêmio Losada Diéguez de investigação (2000).
- Prêmio da Crítica Galicia, na secção de Investigação, em 2009, pela obra Letras primeiras. O Foral de Caldelas. A emerxencia da escrita en galego e os primordios da lírica trobadoresca..